# Jongen met haan (Ruth Brouwer)
Jongen met haan is een artistiek kunstwerk in Amsterdam Nieuw-West.
Ruth Brouwer maakte voor de Montessorischool aan Hoekenes een bronzen beeld op betonnen sokkel waarop een jongen speels een haan vasthoudt. Het beeld wordt weleens gezien als een reactie op het Gedenkteken Maria Montessori uit 1953 van Gerarda Rueter in de Corellistraat, Amsterdam-Zuid. Sommigen zien in de beelden de tegenstelling tussen de beeldhouwkunst in de beginjaren vijftig (strenge moraal) en eind jaren zestig (lossere moraal). Brouwer, net als Rueter leerlinge van Piet Esser, beeldt een speelse jongen met haan af; Rueter is behoudender. Daartussenin zit Jan Wolkers met zijn Jongen met haan, ook voor een school.     